# Kiasu
Kiasu (chinesisch 驚輸, Pe̍h-ōe-jī kiaⁿ-su) ist ein Wort aus dem Hokkien, das ein bestimmtes Verhalten – die „Angst, zu verlieren“ – beschreibt. Das Konzept Kiasu bezieht sich auf den Wunsch, immer der Beste sein zu wollen, immer zuerst zu kommen und nie zu verlieren. Das Wort ist so weit verbreitet, dass es in den englischen Wortschatz aufgenommen wurde. Singapur gilt dabei als sein Heimatland.

## Auswirkungen
Kiasu hat sowohl positive als auch negative Auswirkungen. Manche sagen, es erhalte den hohen Standard, während andere behaupten, es führe zu einer gnadenlosen Gesellschaft.
Man kann folgendes Verhalten Kiasu zuschreiben:
- Wenn Menschen am Buffet sich die Teller übervoll stapeln, aus Angst nichts mehr zu bekommen.
- In Singapurs Metro, wenn die Leute in die Bahn drängen, bevor auch nur einer die Bahn verlassen hat.
- Die Fahrspur erst im letzten Augenblick und ohne zu Blinken wechseln; den Fahrspurwechselwilligen nicht in die andere Fahrspur wechseln lassen wollen.
- Die Aufzugtür schließen, damit kein anderer mehr reinkommt.
- Das Nicht-Teilen von Wissen, um einen Vorteil zu behalten.
- Supermärkte leerkaufen beim geringsten Anzeichen eines Lieferengpasses, bevor andere es machen.

Des Weiteren bringt der Gewinnzwang Menschen dazu, Risiken zu vermeiden. Dies spiegelt sich in der geringen Zahl der Unternehmensgründungen in Singapur wider.

## Öffentliche Kampagne
Die lokale Regierung versucht, das Image von Singapur als „Kiasuland“ loszuwerden, etwa im Jahr 1993 mit der: „If we could only see ourselves sometimes“ Kampagne.